# Opera North
Opera North è una compagnia d'opera inglese con sede a Leeds. Il teatro a cui fa capo è il Grand Theatre di Leeds, ma presenta anche stagioni regolari in diverse altre città, al Theatre Royal, Nottingham, il Centro Lowry, Salford Quays e il Theatre Royal di Newcastle. L'Orchestra della compagnia, l'Orchestra dell'Opera North, esegue e registra regolarmente a pieno diritto. Le Opere sono eseguite o in traduzione inglese o nella lingua originale del libretto, in quest'ultimo caso di solito con sopratitoli.
I principali finanziatori di Opera North sono l'Arts Council England e nello Yorkshire, il Leeds City Council, i West Yorkshire Grants, il North Yorkshire County Council, e l'East Riding of Yorkshire  Council.

## Storia
L'Opera North fu fondata nel 1977 come English National Opera North, da una costola della English National Opera, con il preciso intento di fornire opere liriche di alta qualità per le zone settentrionali dell'Inghilterra che, fino a quel momento, non avevano avuto nessuna compagnia d'opera stabilita in modo permanente. La compagnia diede la sua prima esecuzione del Samson e Dalila di Camille Saint-Saëns il 15 novembre 1978. Il fondatore e Direttore musicale della compagnia fu David Lloyd-Jones, che ricoprì la carica fino al 1990. Nel 1981, il nome della compagnia fu cambiato in Opera North ed i legami ufficiali con l'English National Opera cessarono di esistere.
Paul Daniel diventò il secondo direttore musicale della compagnia, attivo in carica  dal 1990 al 1997. Con gli amministratori generali Nicholas Payne e, successivamente, Ian Ritchie e Richard Mantle, la compagnia continuò a portare novità operistiche, così come una vasta selezione di opere conosciute  al suo pubblico nel nord dell'Inghilterra e più lontano. Dopo la partenza di Daniel, Elgar Howarth ricoprì la carica temporanea di Music Advisor, fino a quando Steven Sloane diventò direttore musicale nel 1999.
Richard Farnes diventò direttore musicale nel 2004. I risultati realizzati durante il suo mandato comprendevano la prima messa in scena da parte della compagnia dell'Der Ring des Nibelungen di Wagner in un arco di 4 anni. È previsto che Farnes si dimetta come direttore musicale dopo la stagione 2015-2016.
Nel mese di ottobre 2015, Aleksandar Markovic fece la sua prima apparizione come direttore ospite con la compagnia. Nel mese di febbraio 2016, la società ha annunciato la nomina di Marković come il suo prossimo direttore musicale a partire dalla stagione 2016-2017.

## Caratteristiche della compagnia

### Repertorio
Oltre a presentare le opere del repertorio standard, principale fonte di reddito, la compagnia presentò una serie di opere che raramente si vedono in Gran Bretagna. Gli esempi sono:
- Les mamelles de Tirésias  (Poulenc) (1978)
- The Mines of Sulphur  (Richard Rodney Bennett) (1980)
- A Village Romeo and Juliet  (Delius) (1980)
- Il principe Igor'  (Alexander Borodin) (1982)
- Beatrice and Benedict (Hector Berlioz) (1983)
- Johnny Strikes Up  (Křenek)  (1984, British première)
- Intermezzo  (Richard Strauss)  (1986)
- Daphne  (Strauss)  (1987, British première)
- La finta giardiniera (Mozart) (1989)
- Jérusalem (Verdi) (1990, British première)
- Ariane et Barbe-bleue  (Dukas) (1990)
- Masquerade  (Carl Nielsen)  (1990, British professional première)
- King Priam  (Michael Tippett)  (1991)
- L'étoile (Chabrier) (1991)
- The Jewel Box (Mozart, arrangiato da Paul Griffiths) (1991)
- La gazza ladra (Rossini) (1992)
- Iolanta (Tchaikovsky) (1992)
- The Duenna  (Roberto Gerhard)  (1992, British première)
- Der ferne Klang  (Schreker)  (1992, British première)
- La Gioconda (Ponchielli) (1993)
- Gloriana (Britten) (1993)

- Il re pastore (Mozart) (1993)
- Il matrimonio segreto (Cimarosa) (1993)
- Oberto (Verdi) (1994, British stage première)
- Le roi malgré lui (Chabrier) (1994, British stage première)
- Troilus and Cressida  (William Walton)  (1995)
- Hamlet (Ambroise Thomas) (1995)
- Medea (Cherubini) (1996)
- Julietta  (Martinů)  (1997)
- Giovanna d'Arco (Verdi) (1998)
- Radamisto (Händel) (2000)
- Genoveva (Schumann) (2000)
- Paradise Moscow  (Shostakovich)  (2001)
- Francesca da Rimini  (Rachmaninov)  (2004)
- Love's Luggage Lost (Rossini) (2004, British stage première)
- Djamileh (Bizet) (2004)
- La vida breve (Manuel de Falla) (2004)
- La voix humaine  (Poulenc)  (2006)
- The Fortunes of King Croesus (Reinhard Keiser) (2007, British première)
- The Excursions of Mr Broucek (Janáček) (2009)

Nel 2011 la compagnia mise in scena Il ritratto di Mieczysław Weinberg e avviò una serie annuale di esecuzioni di concerti in forma semi-scenica delle quattro Opere di Wagner del ciclo del Der Ring des Nibelungen, eseguendo Das Rheingold alla Leeds Town Hall. Beached, un'opera comunità del compositore Harvey Brough su libretto di Lee Hall commissionata da Opera North e dalla località balneare di Bridlington in anteprima il 15 luglio 2011.
Su richiesta della scuola primaria Bridlington i cui 300 bambini si sono esibiti nell'opera, la compagnia ha chiesto la rimozione di un riferimento esplicito alla sessualità di un personaggio gay da una delle scene. Hall inizialmente rifiutò e l'opera fu ritirata. Tuttavia, a seguito di negoziati la questione fu risolta quando la frase contestata "Certo che sono frocio" fu cambiata in "Certo che sono gay".

### Prime mondiali
Opera North ha eseguito la prima mondiale delle seguenti opere: Rebecca di Wilfred Josephs (1983), Caritas di Robert Saxton (1991), Baa, Baa, Black Sheep di Michael Berkeley (1993), Playing Away di Benedict Mason (1994),  The Nightingale's to Blame di Simon Holt (1998), The Adventures of Pinocchio (2007) e Swanhunter (2009) di Jonathan Dove e Skin Deep di David Sawer e Armando Iannucci (2009).  In luglio 2009, Opera North ha presentato Prima Donna, una nuova opera di Rufus Wainwright, al Manchester International Festival.

### Musical
Opera North ha anche dato esecuzioni di lavori del teatro musicale. Il primo è stato di Show Boat di Jerome Kern (in collaborazione con la Royal Shakespeare Company) nel 1989, e produzioni Of Thee I Sing di Gershwin e Sweeney Todd di Sondheim, nel 1998. Ultimamente, le opere di Kurt Weill sono diventate qualcosa di speciale, con produzioni di Love Life (1996), Il bacio di Venere, Isette peccati capitali nel 2004 e Arms and the Cow nel 2006. Nel 2009 fu prodotto Let 'Em Eat Cake, il sequel di Of Thee I Sing, e nel 2012 Carousel di Rodgers e Hammerstein è stata eseguita a Leeds, Salford e Londra.

### Musica Elettronica
Opera North ha lavorato a lungo con il compositore elettronico Mira Calix, commissionando Dead Wedding (per il Manchester International Festival 2007) Onibus (2008) e il Coro di installazione (2009) per l'apertura delle Howard Assembly Rooms con l'artista visuale UVA.

## Premi
- Vincitrice del TMA Theatre Award per Outstanding Achievement in Opera 2007 (per Peter Grimes, diretto da Phyllida Lloyd),[12] and in 2004
- Vincitrice del Royal Philharmonic Society Award per Opera & Music Theatre 2007 (per Peter Grimes)[13] e nel 2005
- Vincitrice del South Bank Show Award per Opera 2007 (per Peter Grimes)[14] and 2005 (per le sue Eight Little Greats stagioni, opere di un atto)[15]
- Vincitrice del Manchester Evening News Theatre Awards per Opera 2004
- Vincitrice del Audiences Yorkshire Award per Best Overall Marketing e Audience Development Campaign 2004

## Direttori musicali
- David Lloyd-Jones (1978-1990)
- Paul Daniel (1990-1997)
- Steven Sloane (1999-2002)
- Richard Farnes (2004-present)